# Milan Frýda
Milan Frýda (* 26. August 1965 in Chlumec nad Cidlinou) ist ein ehemaliger tschechischer Fußballspieler.

## Vereinskarriere
Frýda begann mit dem Fußballspielen bei Spartak Hradec Králové. Noch als A-Jugendlicher wurde er 1983 in die erste Mannschaft berufen, wo sich der Mittelfeldspieler sofort einen Stammplatz sicherte. Anfang 1985 wurde das Talent von Slavia Prag verpflichtet und setzte sich auch dort durch. In den Spielzeiten 1986/87 und 1987/88 absolvierte er seinen Wehrdienst bei RH Cheb. Der Spielmacher kehrte anschließend nach Prag zurück, wo er erneut zum Stammpersonal gehörte.
Nach der samtenen Revolution nutzte Frýda die Möglichkeit ins Ausland zu wechseln und schloss sich dem Schweizer Verein Lausanne-Sports an. Nach zwei Jahren kehrte er in die Tschechoslowakei zurück und spielte fortan für seinen ehemaligen Klub SK Hradec Králové. Frýda beendete seine Profikarriere nach der Saison 1993/94, spielte aber noch jahrelang für diverse Vereine im tschechischen Amateurfußball.

## Nationalmannschaft
Frýda galt in den 1980er Jahren als großes Talent. Zwischen 1982 und 1984 kam in der U17- und U18-Auswahl seines Landes 25 Mal zum Einsatz. In der U21-Nationalmannschaft spielte er 24 Mal. Die in ihn gesetzten Hoffnungen konnte Frýda nie erfüllen, in der A-Nationalmannschaft der Tschechoslowakei wurde er nur ein einziges Mal eingesetzt. Am 21. August 1991 spielte er 49 Minuten im Freundschaftsspiel gegen die Auswahl der Schweiz, des Landes, in dem er selbst tätig war.

## Nach der aktiven Karriere
Frýda war nach seiner Spielerlaufbahn Trainer bei verschiedenen Amateurklubs. Seit einigen Jahren leitet er zudem ein Fußballcamp für junge Spieler, das Fotbalový Kemp Milana Frýdy.